# Magyarcsanád
Magyarcsanád là một thị trấn thuộc hạt Csongrád, Hungary. Thị trấn này có diện tích 48,19 km², dân số năm 2010 là 1514 người, mật độ 31 người/km².